# Formosa do Oeste
Formosa do Oeste es un municipio brasileño del estado de Paraná. Su población estimada en 2010 era de 8.755 habitantes.

## Historia
El municipio fue fundado por la colonizadora Sociedad Inmobiliaria Noroeste de Paraná - SINOP, el 26 de marzo de 1960. El nombre se originó de una residente ilustre de la región y que hasta entonces era denominada Parcela Río Verde. Fue creada a través de la Ley Estatal n.º 4382 del 10 de junio de 1961, e instalada oficialmente el 8 de diciembre de 1961 separándose Cascavel.

## Geografía

### Hidrografía
Río Piquiri, Río Verde, Río Jesuitas

### Carreteras
- PR-317

## Administración
- Prefecto: José Machado Santana (2008/2012)
- Viceprefecto: Luiz Antonio Domingos de Aguiar
- Presidente de la cámara: Raimundo Marques Cavalcante (2009/2010)